# Międzynarodowy Festiwal Folklorystyczny w Myjavie
Międzynarodowy Festiwal Folklorystyczny w Myjavie – festiwal folklorystyczny, który odbywa się w połowie czerwca na Słowacji, w Myjavie. Festiwal rozpoczyna się wraz z wernisażem wystawy w lokalnym oddziale Słowackiego Muzeum Narodowego - Muzeum Słowackich Rad Narodowych w Myjawie (słow. Múzeum Slovenských národných rád v Myjave).  
Festiwal w Myjavie zalicza się do trzech największych na Słowacji (obok Festiwalu Detva i Festiwalu Východná) i należy do CIOFF (pol. Międzynarodowa Rada Stowarzyszeń Folklorystycznych, Festiwali i Sztuki Ludowej). 
Do 1992 r. głównymi organizatorami uroczystości był Komitet Regionu Zachodniosłowackiego, Regionalne Centrum Edukacji, Narodowe Centrum Edukacji i Okręgowe Centrum Edukacji w Senicy. Następnie organizację przejęło Miasto Myjava wraz z Centrum Kultury Tradycyjnej w Myjavie (dawne Centrum Oświaty Myjava), podlegającą Samorządowi Trenczyńskiemu. Miasto Myjava jest odpowiedzialne za kwestie organizacyjne, natomiast programem zajmuje się Centrum Kultury Tradycyjnej w Myjavie. 
Podczas festiwalu na głównej scenie w Trnovce, zapowiadani przez prowadzących, występują zespoły ludowe z różnych krajów, w tym z Polski. Teren festiwalu obejmuje scenę festiwalową, "miasteczko" twórców ludowych, obszerny wydzielony parking, a także przestrzeń kulinarną i sanitarną. Część swobodnych występów, a także część stoisk rzemieślniczych znajduje się również w dole, wokół Rynku w Myjavie. W 2017 r. wystąpiło 1500 wykonawców.

## Historia
Wraz z coraz większym rozwojem badań folklorystycznych w latach 50. XX wieku, a także zainteresowaniem folklorem na Słowacji, różne regiony zaczęły organizować przeglądy, konkursy, festiwale itp. Jednak w zachodniej części Słowacji ruch folklorystyczny nie był tak ożywiony. Dlatego Regionalny Dom Oświaty w Bratysławie zainicjował szereg aktywności skierowanych właśnie do 'zaniedbanej' pod tym względem części Słowacji. 3 czerwca 1956 r. w amfiteatrze hotelu „Slovan” w Pieszczanach odbył się Regionalny Letni Festiwal Pieśni i Tańca. Potem zmieniał miejsca (organizowano go m.in. w miejscowości Vrbové i w Krakowie), nie udawało się go poza tym organizować co roku. W 1976 r. w amfiteatrze Trnovce w Myjavie zorganizowano Zachodniosłowacki Festiwal Folklorystyczny. Zbudowano wtedy typowy program festiwalowy, ustalono zasady występów i zgłaszania się zespołów. Kolejnym ważnym momentem w historii festiwalu była jego edycja w 2006 r., kiedy organizatorzy zadbali o transmisję występów tak, by ekspaci mogli przynajmniej w taki sposób przeżywać dni festiwalowe.

## Galeria

Festiwal w 2017 r.
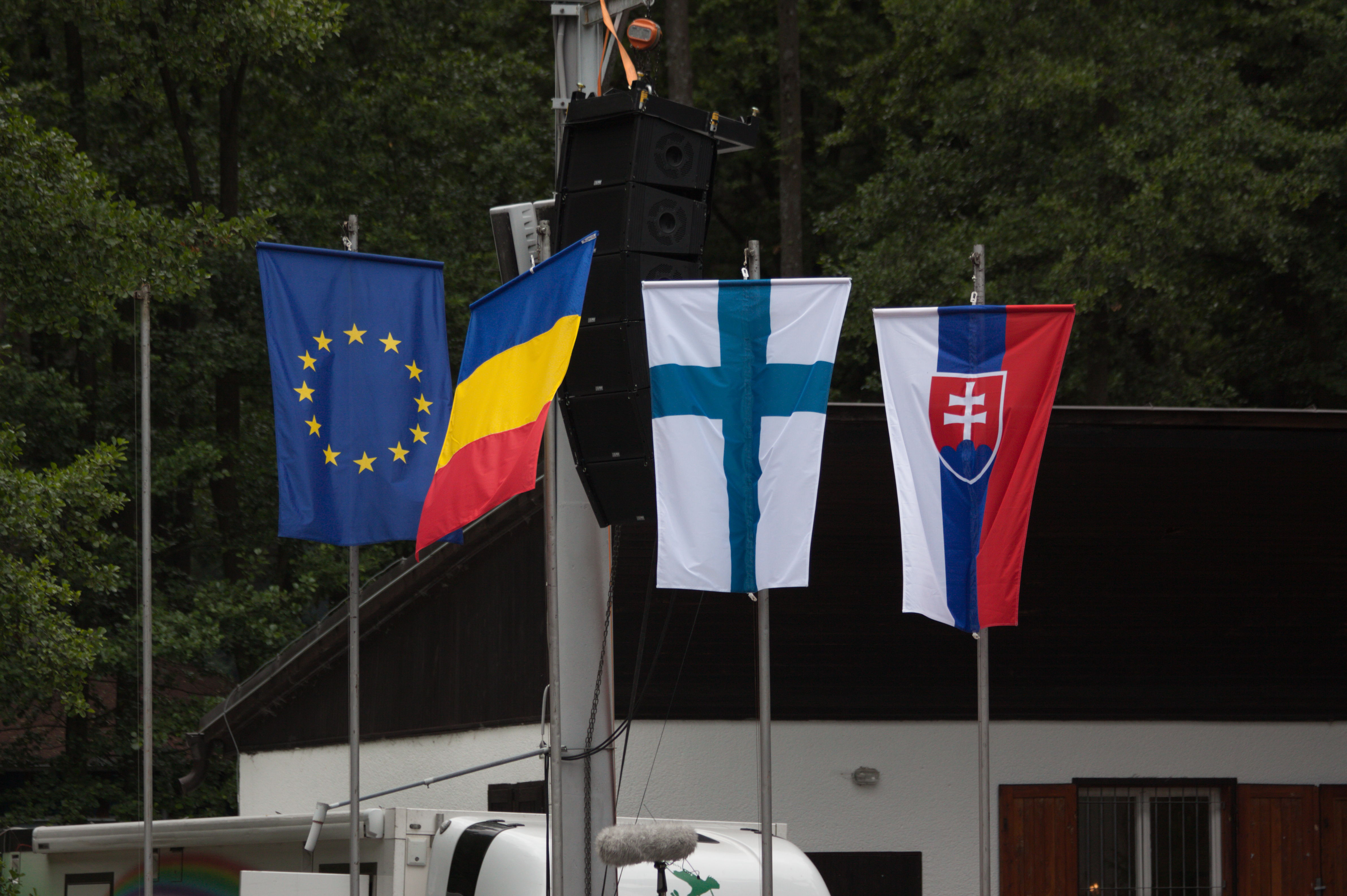
Okolice sceny festiwalowej
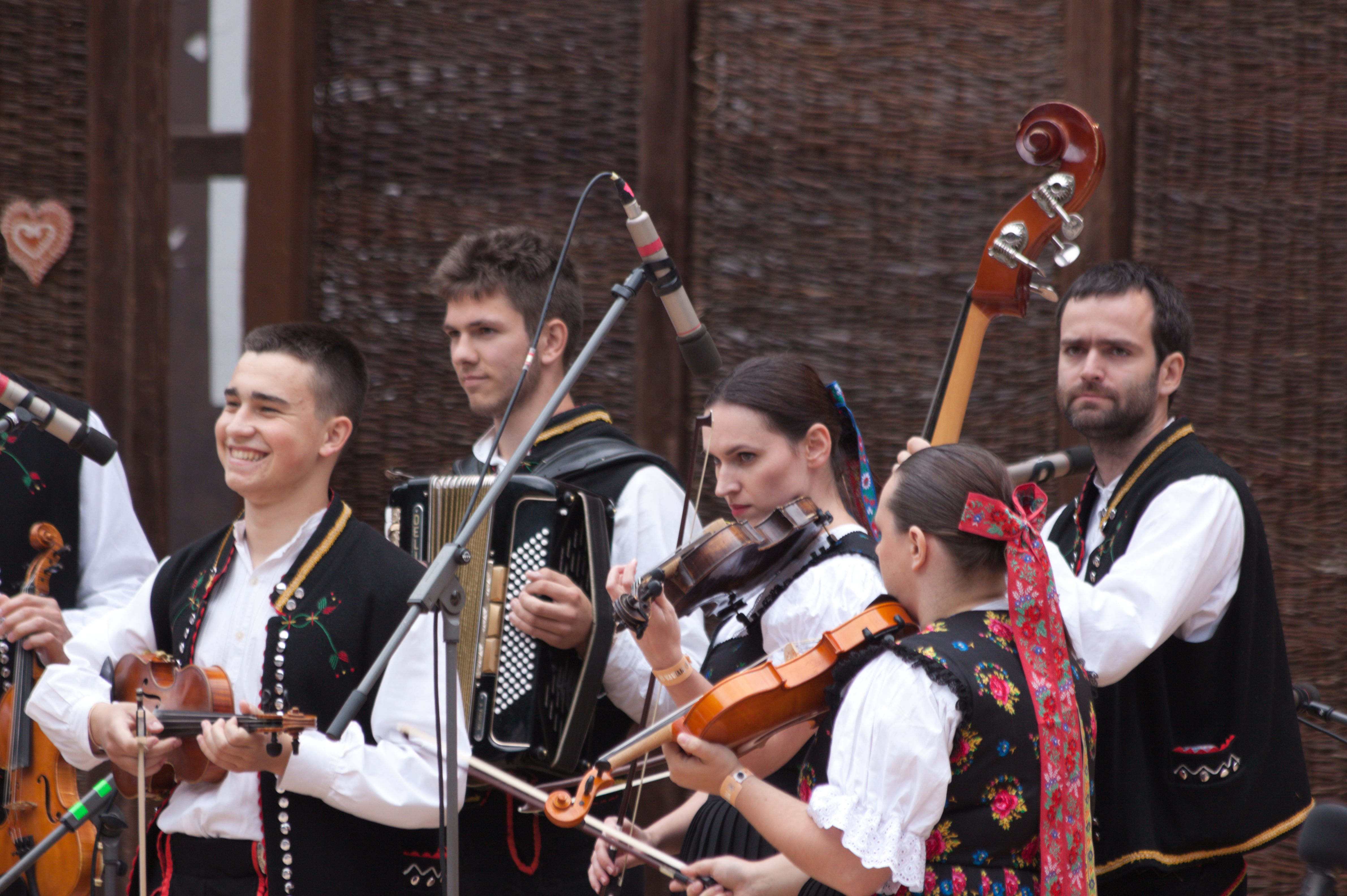
Zespół podczas występu
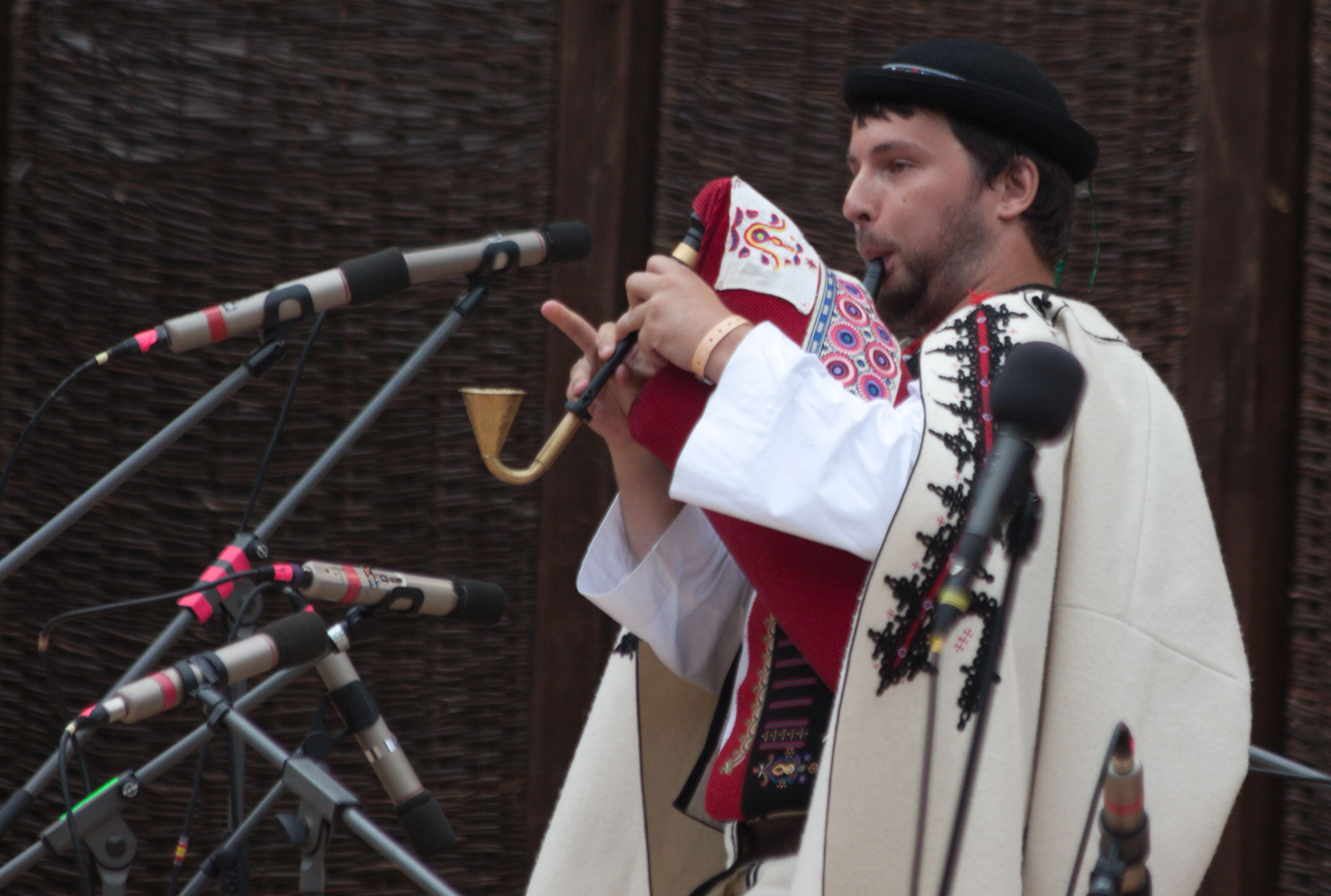
Muzyk podczas występu
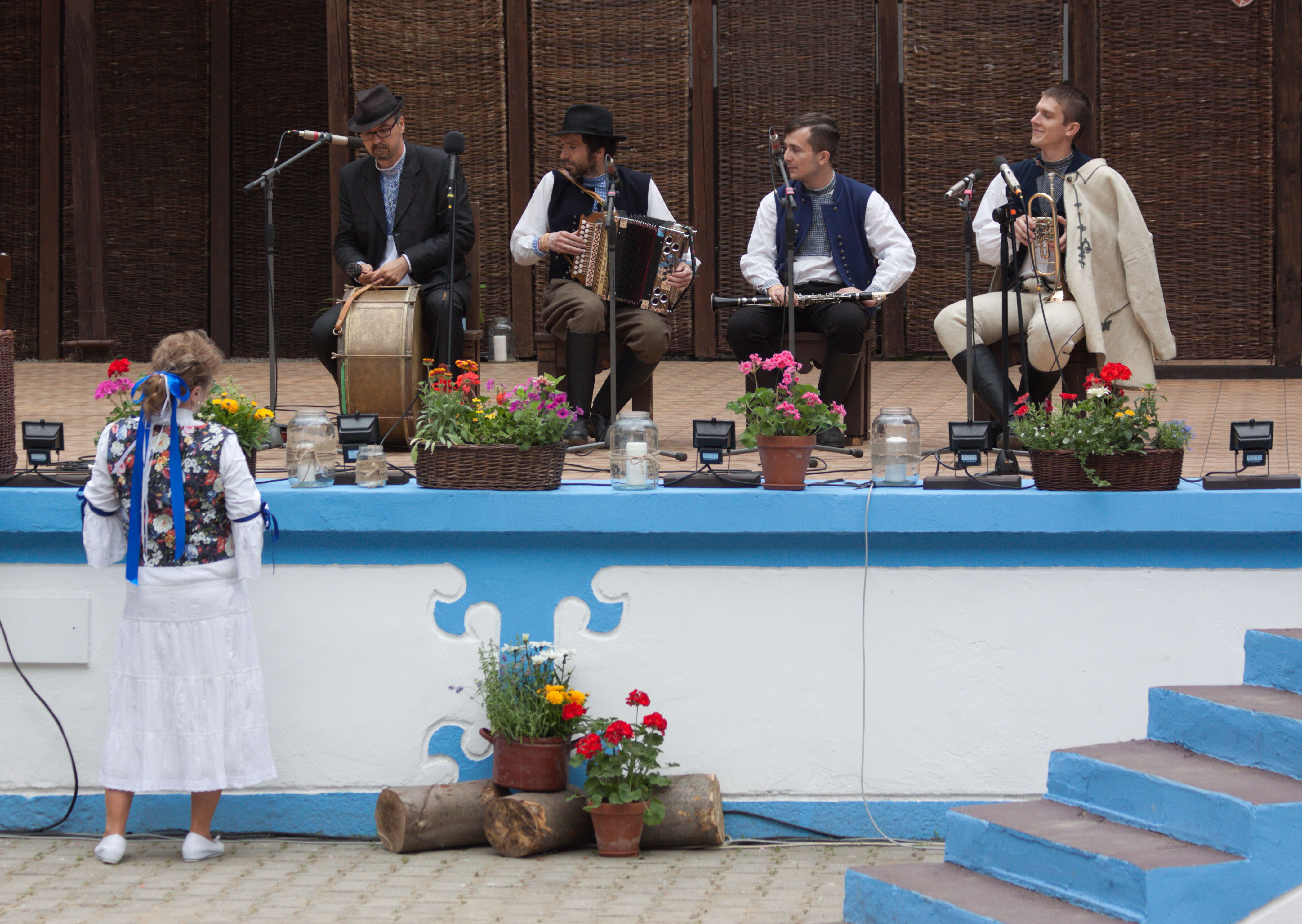
Zespół szykujący się do występu
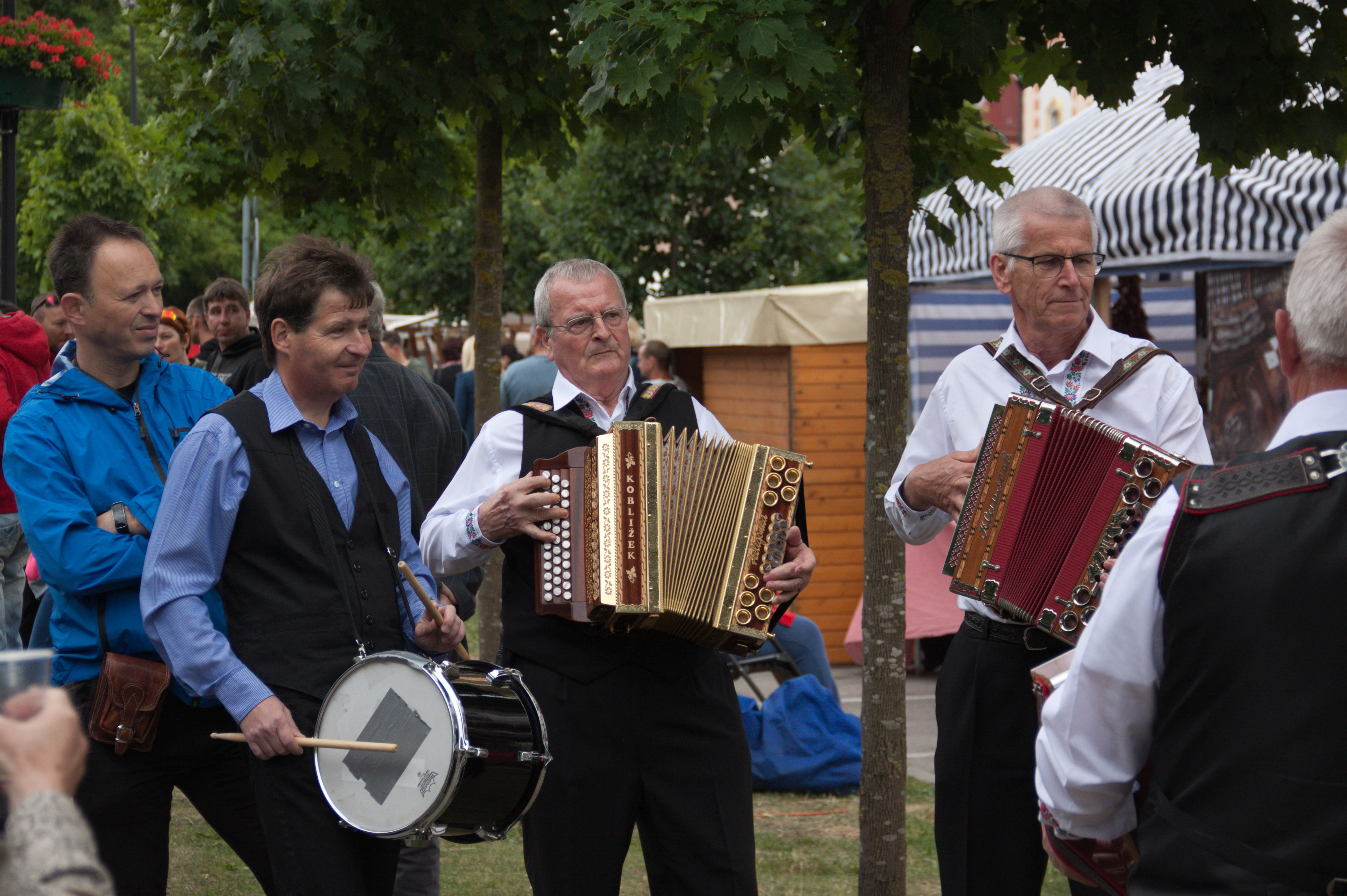
Muzycy grający swobodnie na terenie festiwalu
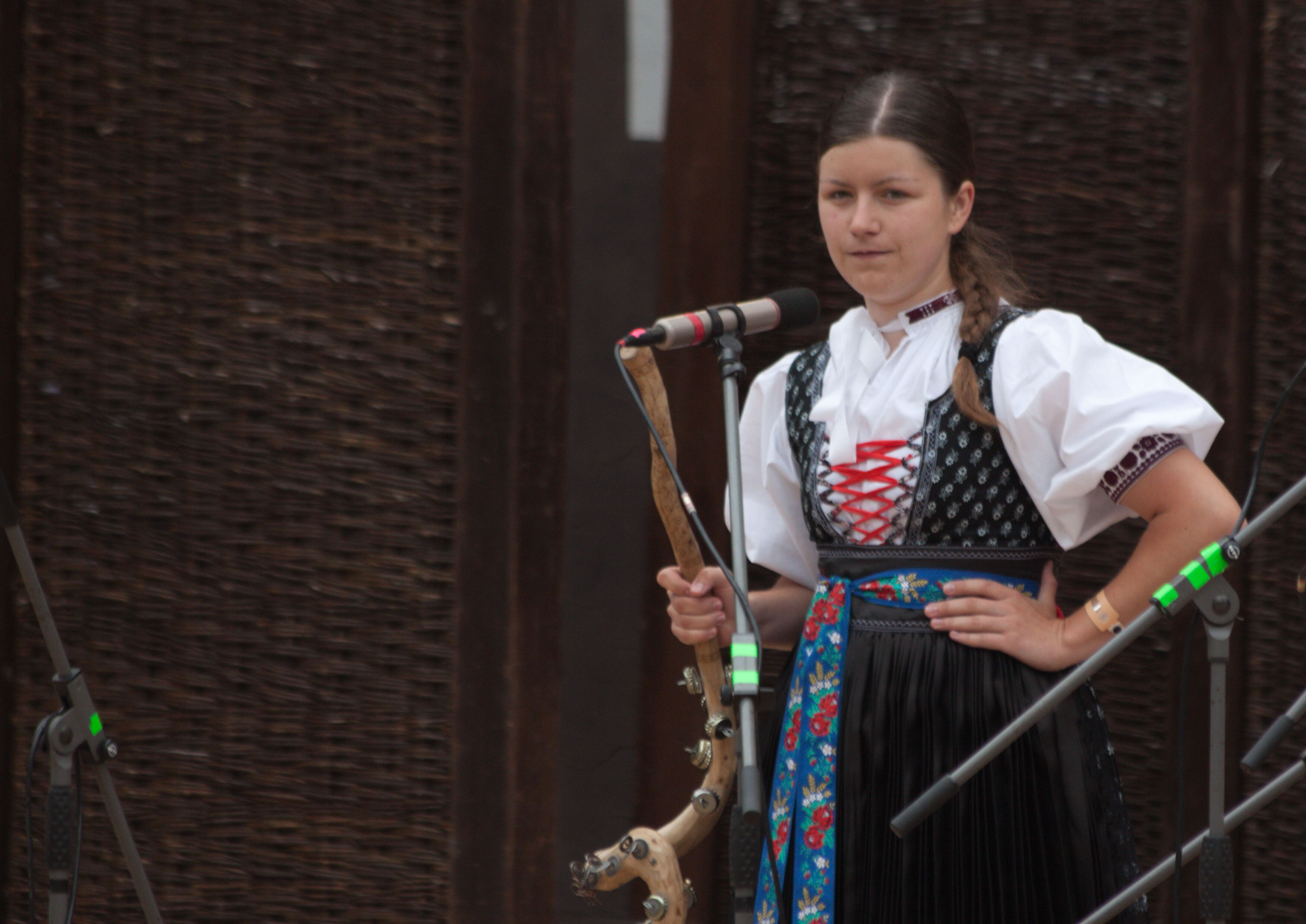
Uczestniczka festiwalu na scenie
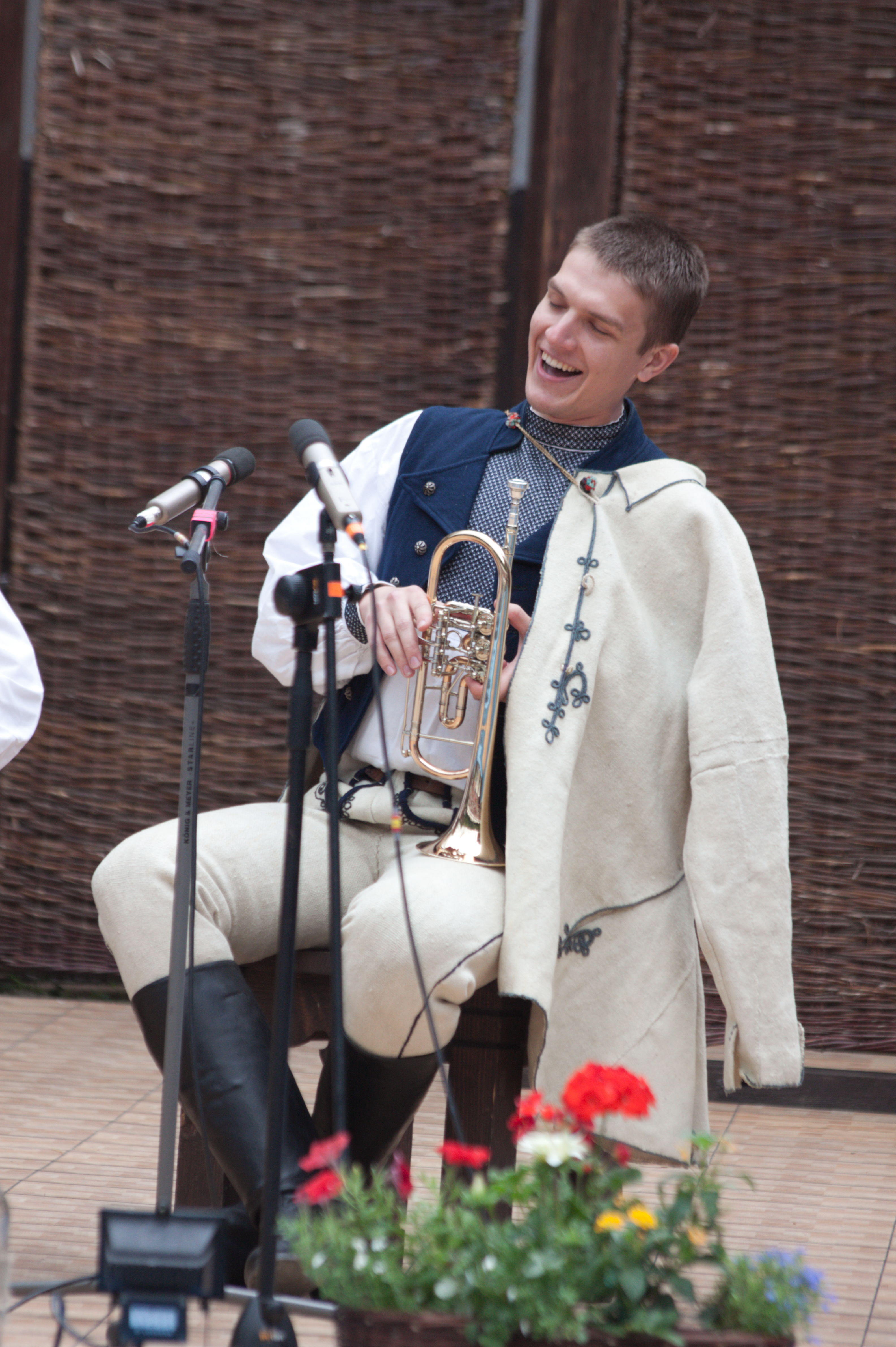
Muzyk podczas występu na scenie.
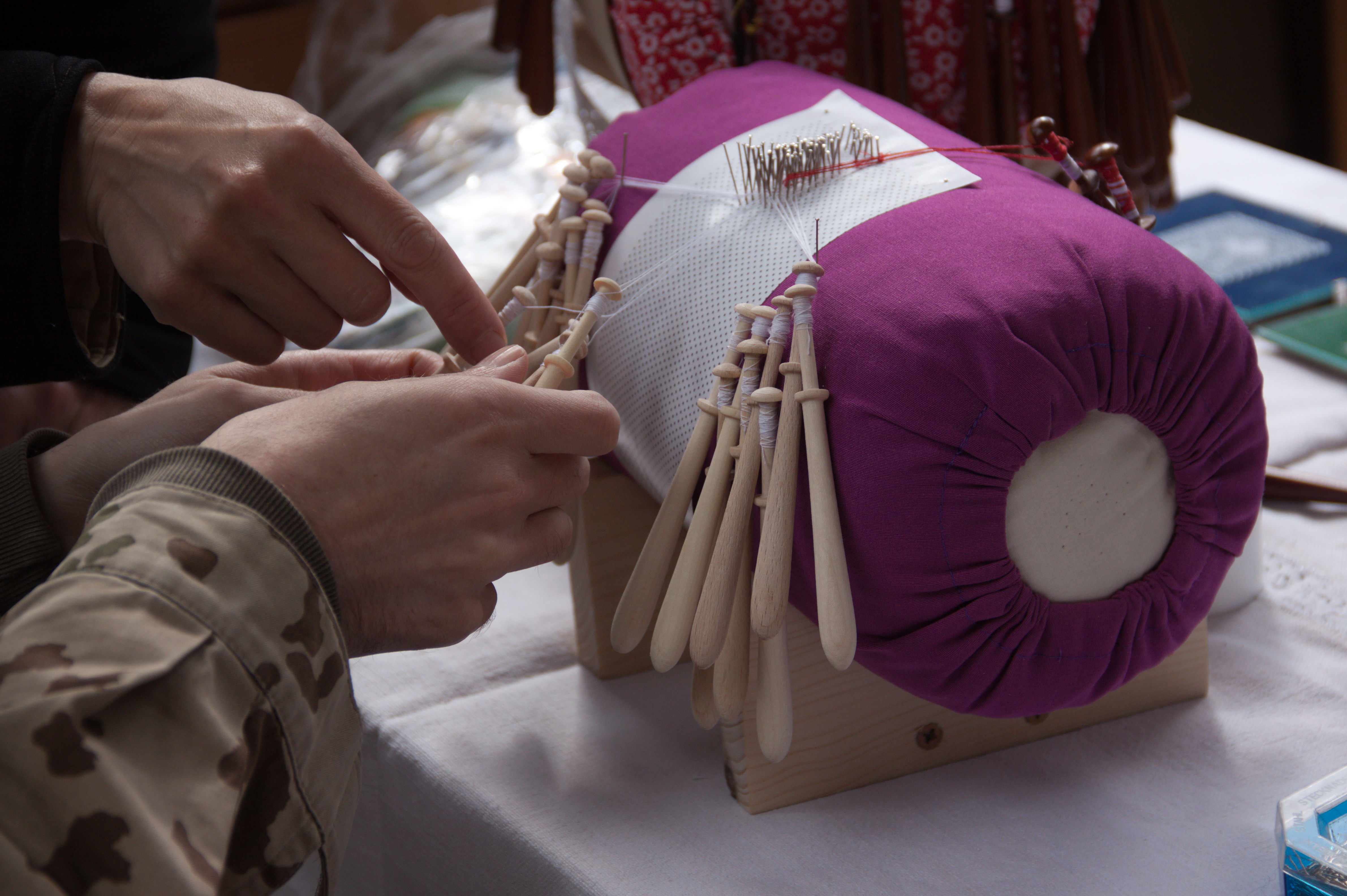
Strefa twórców ludowych - pokaz wyrobu koronki
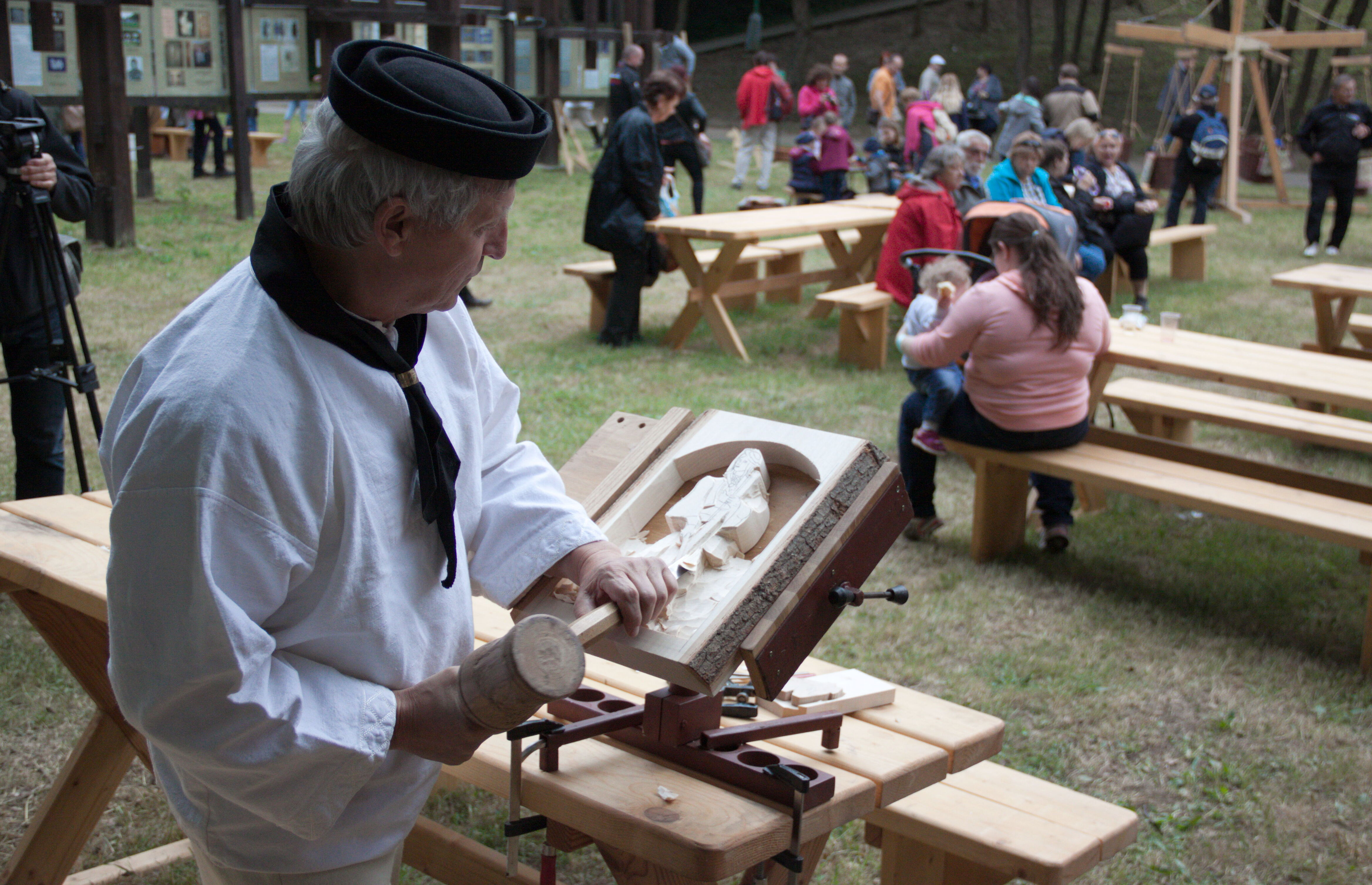
Rzeźbiarz w strefie twórców ludowych
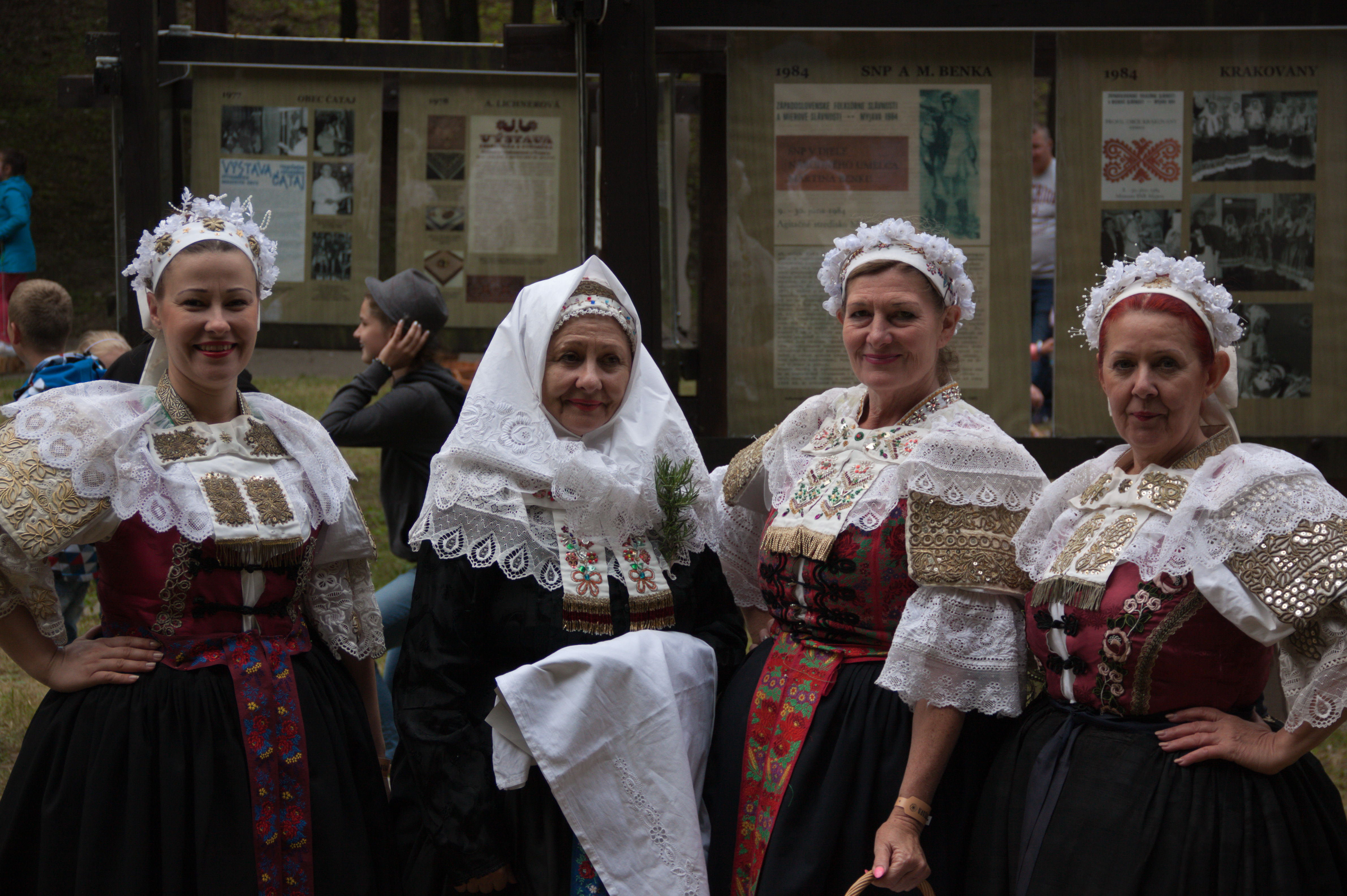
Grupa folklorystyczna na terenie festiwalu
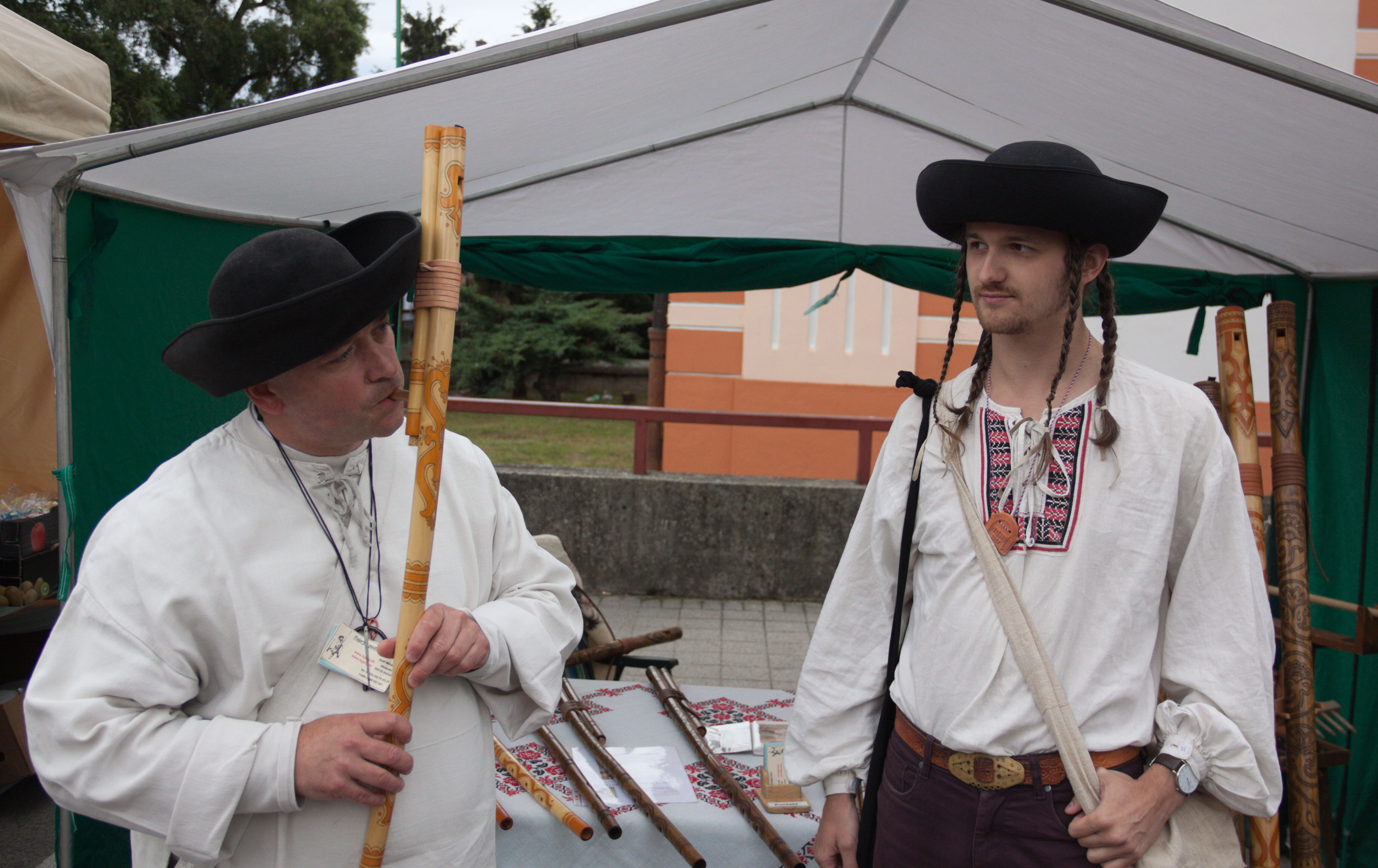
Prezentacja gry na fujarze, teren festiwalowy
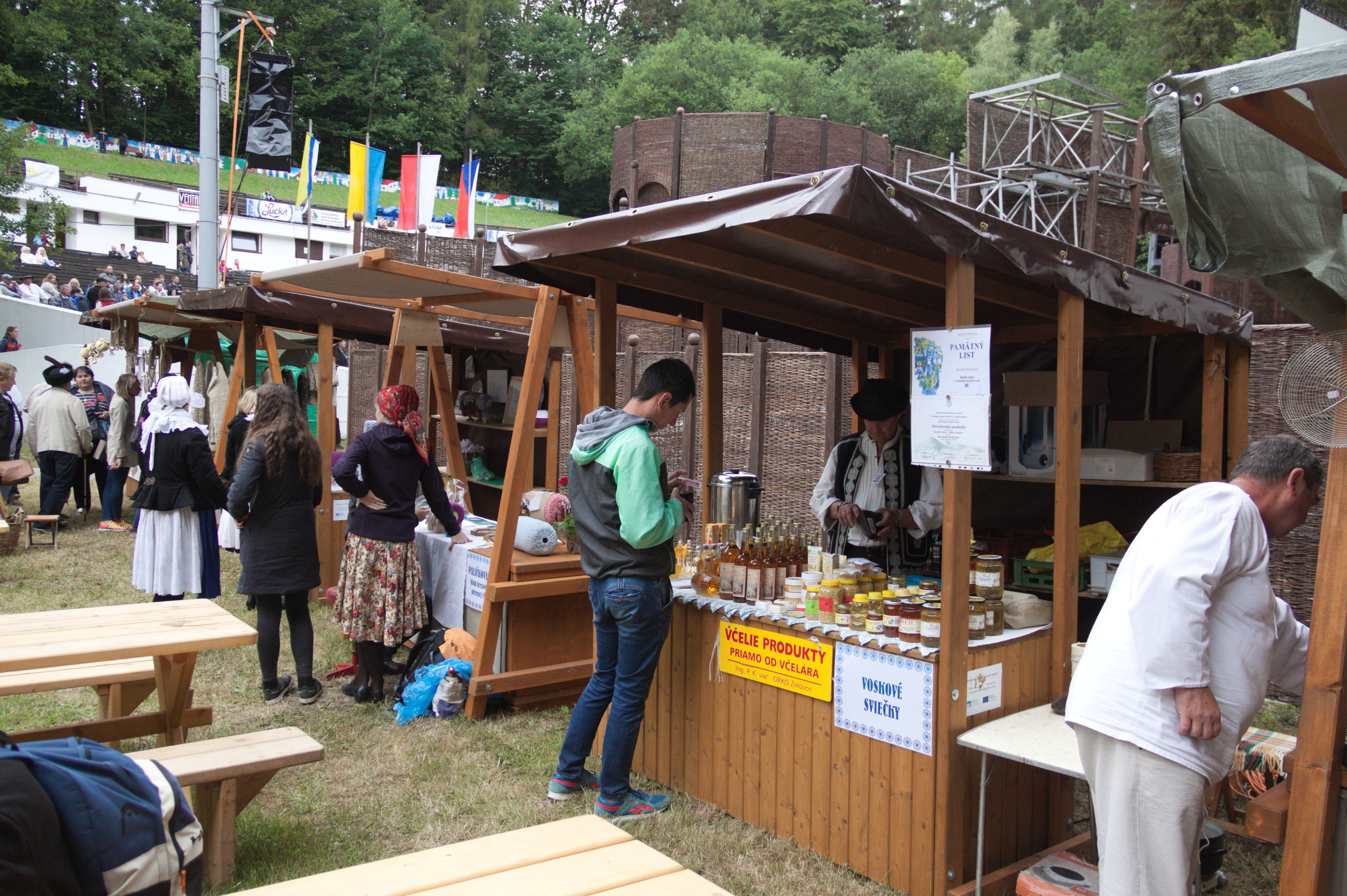
Teren festiwalu
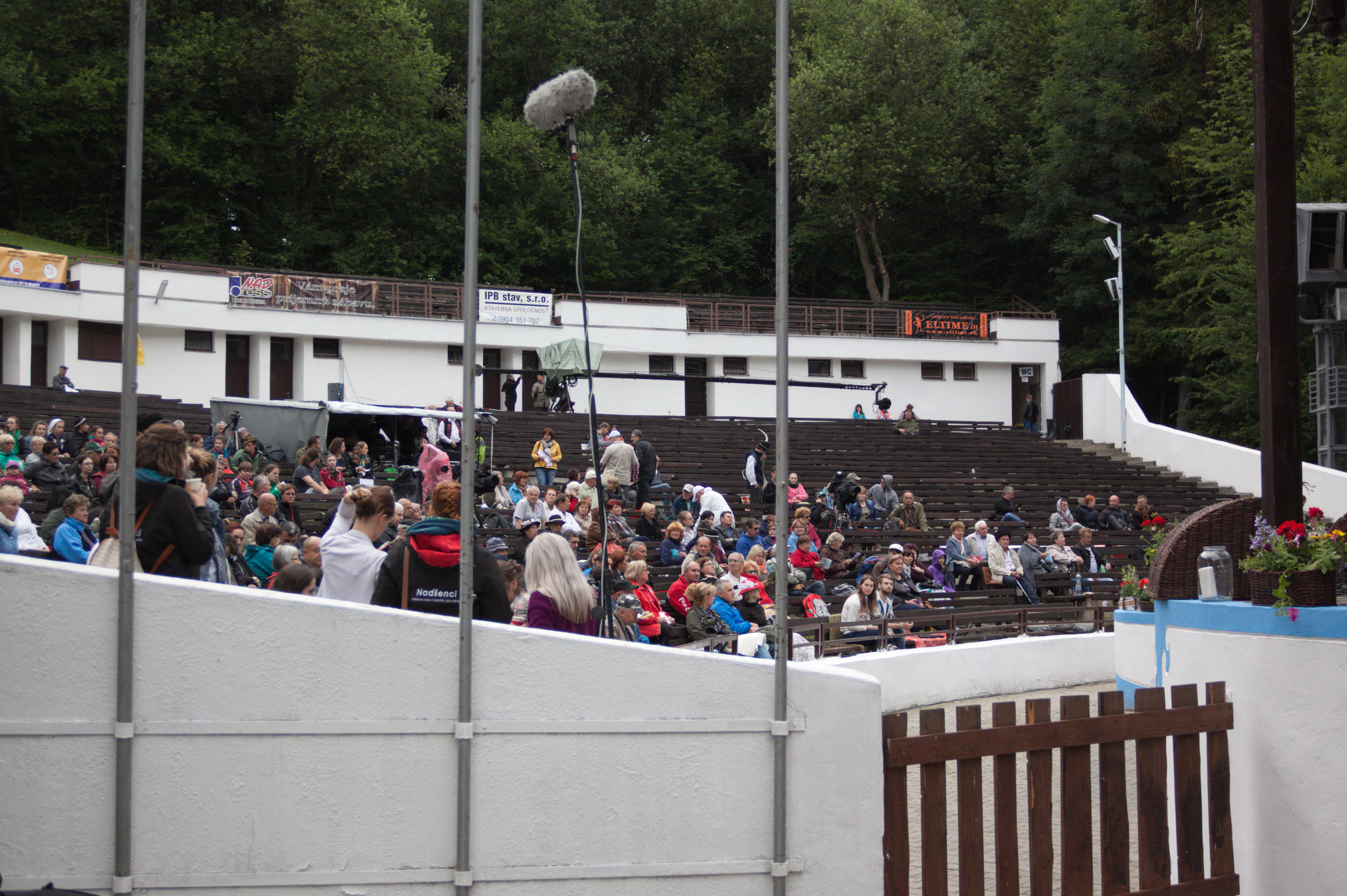
Widok na przestrzeń dla publiczności festiwalowej
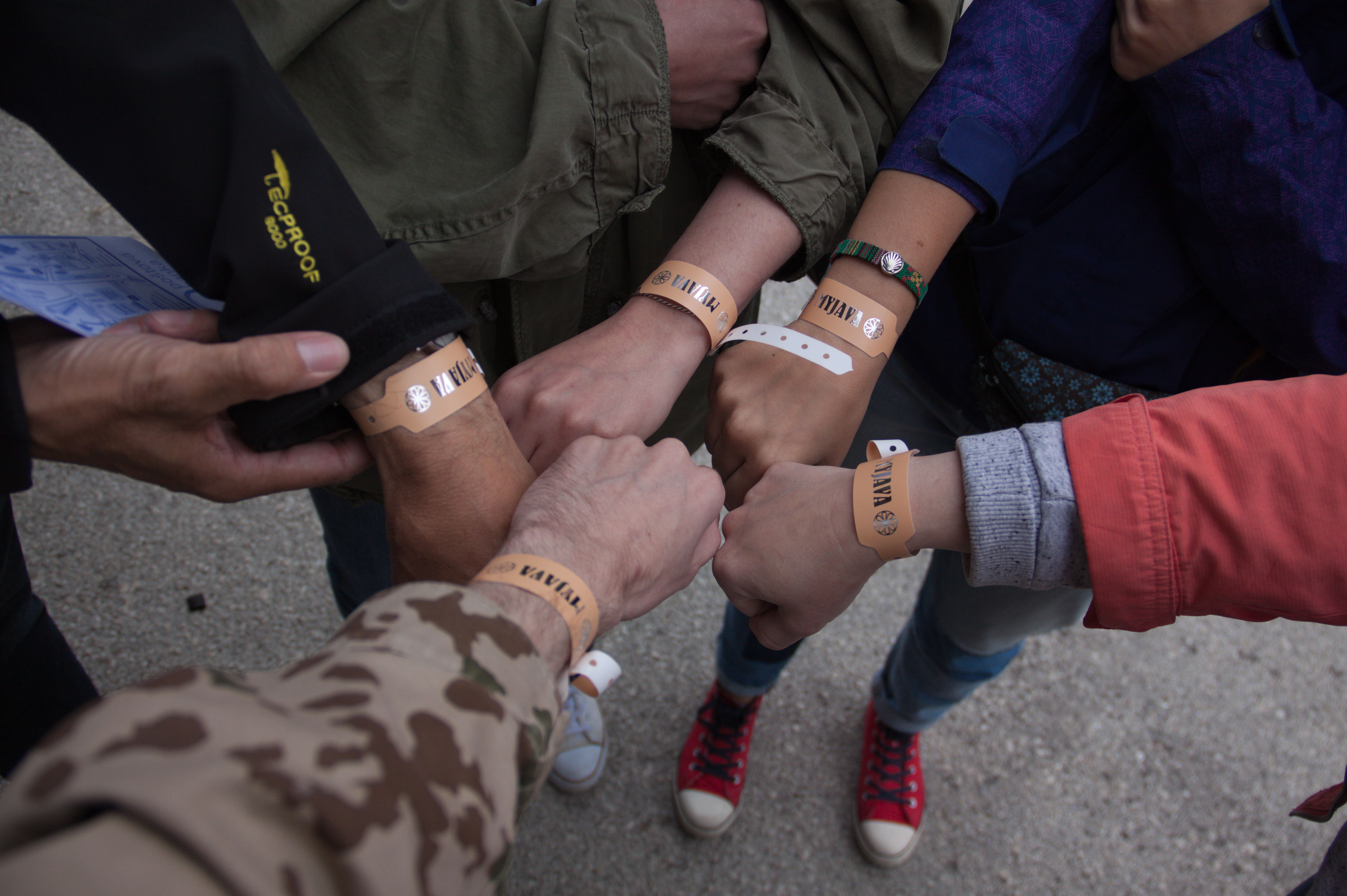
Zespół wikipedystów i etnografów na festiwalu
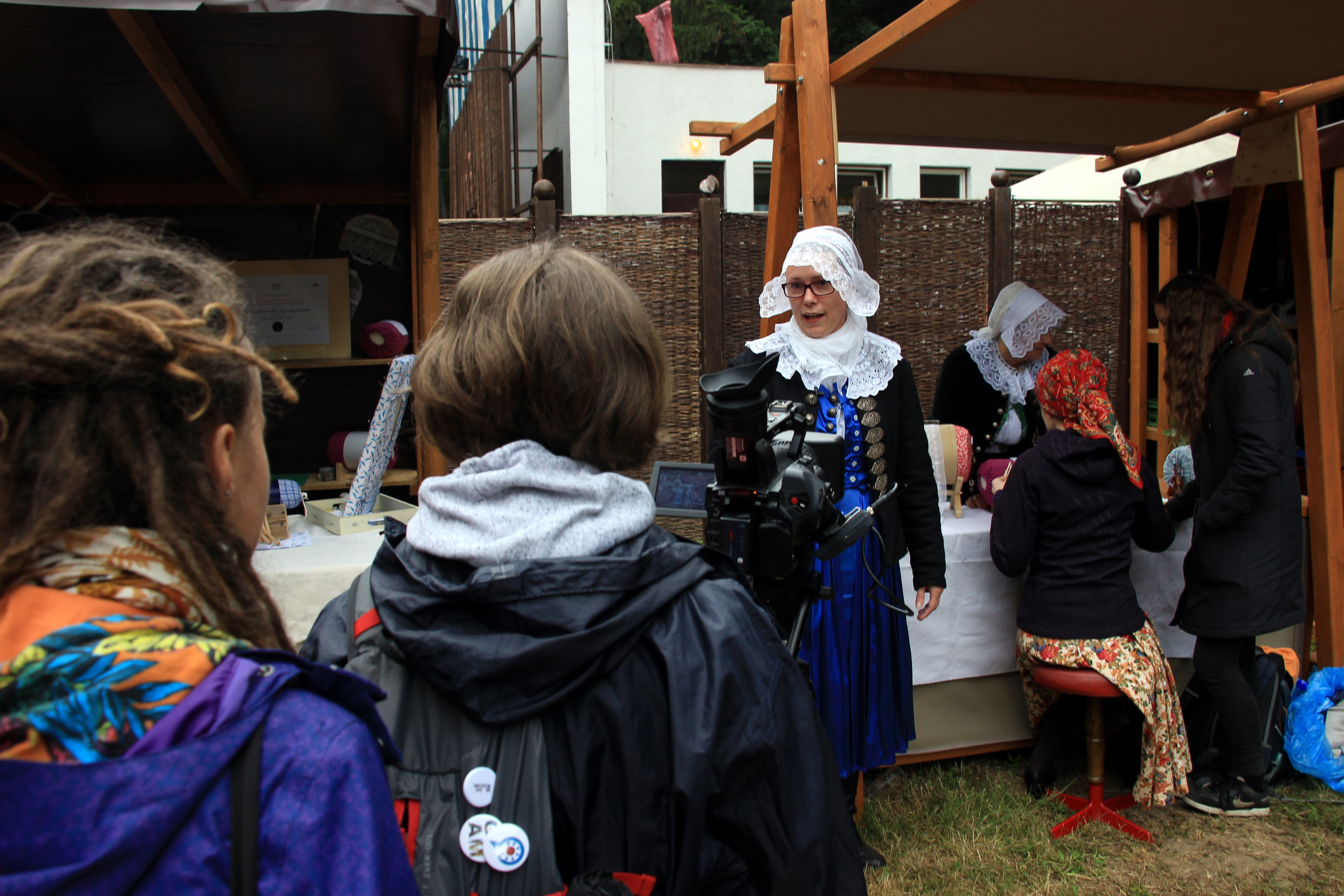
Wywiad z koronczarką, teren festiwalowy